# 古希臘重裝步兵

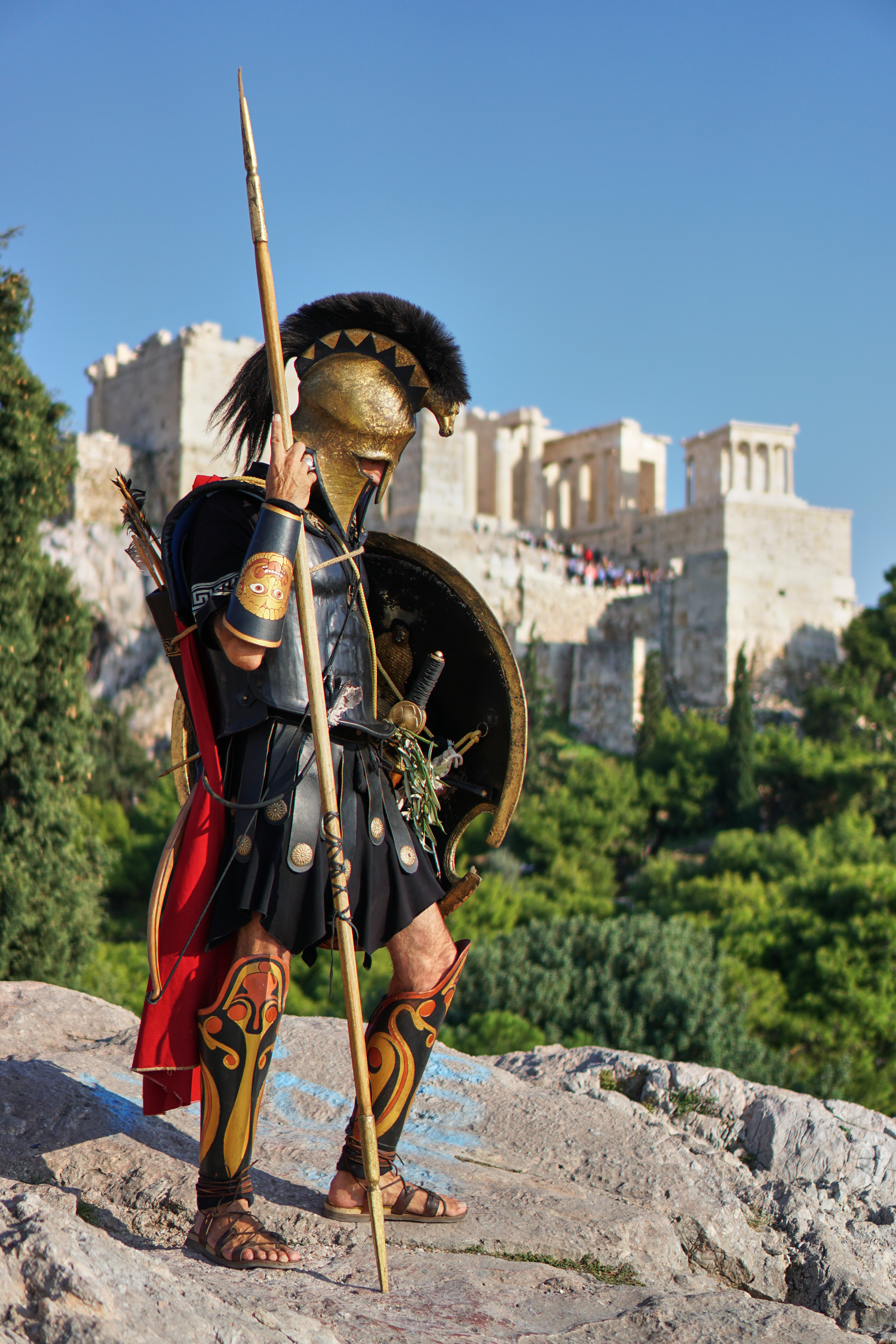
現代模擬的希臘士兵

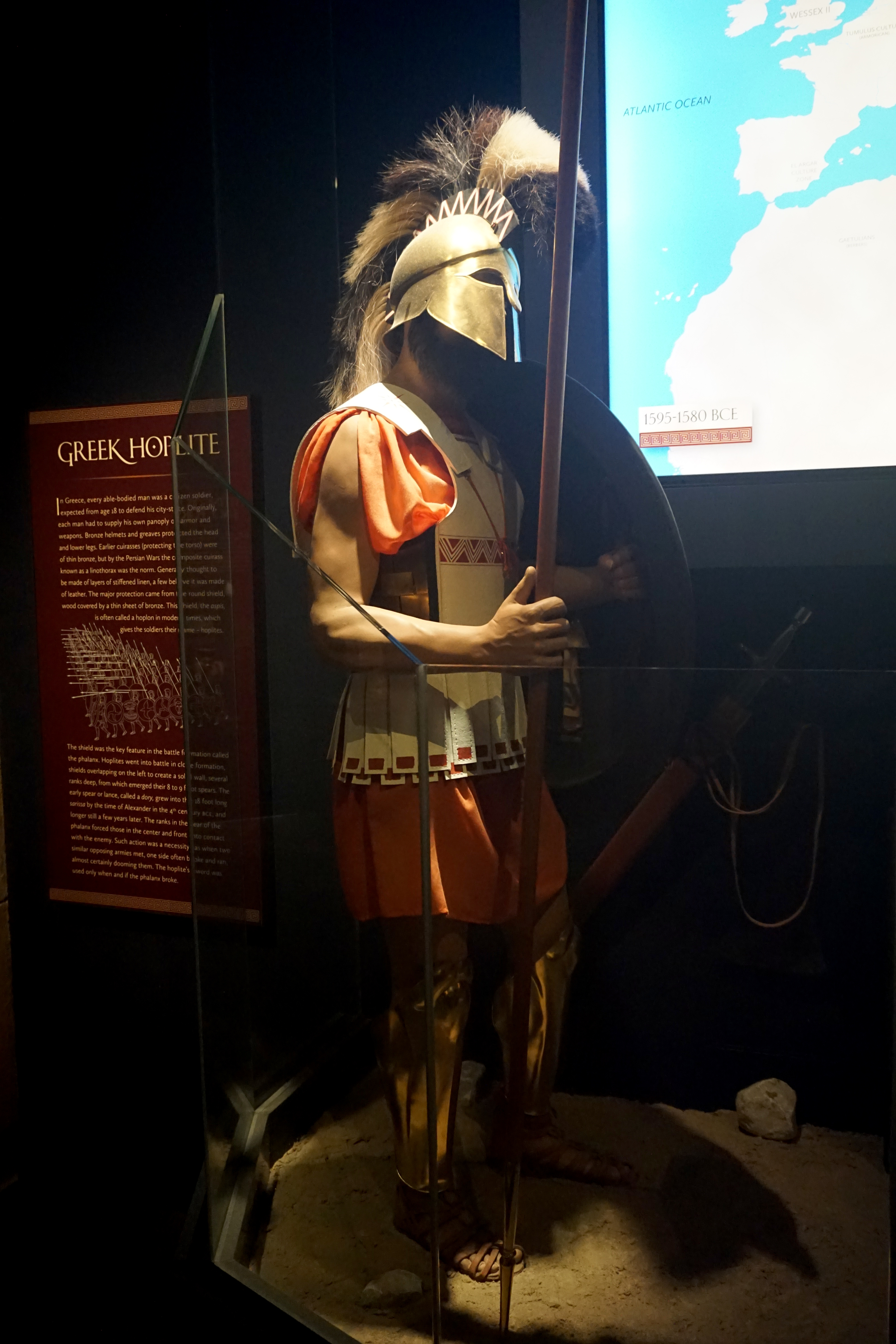
現代模擬的希臘士兵

希臘重裝步兵（希臘語：ὁπλίται），是古希臘城邦的公民士兵，他們主要使用長槍並以密集方陣作戰，其字源古希臘語，是從ὅπλον衍伸而來。指當時常用的希臘式大圓盾，故指持大圓盾的步兵，之後這一詞語衍伸為古希臘重裝步兵。
希臘重裝步兵主要由城邦的公民組成，這些自由人需自行準備武器和鎧甲，故需要一定的經濟基礎。在許多希臘城邦中，公民都有接受基礎的軍事訓練，需服役常備軍一定時間，而當戰事發生時他們都要會被徵招起來。其中最令人知名的是斯巴達公民，他們一生都在進行軍事訓練，並有相當強悍、恐怖的軍事力量。而斯巴達的勁敵雅典人，他們在六十歲以後就免除兵役。幾乎所有古希腊名人，包括哲學家和詩人，都曾加入過希臘重裝步兵。
希臘重裝步兵準確發展年代不是很確定，其中較流行的說法是希臘重裝步兵大約在前八世紀或前七世紀就發展出來，當時那個時代英雄式的戰鬥思維逐漸被廢棄，並引進偏重訓練的軍事系統，同時阿爾戈斯式的盾牌也開始流行。另外，學者Peter Krenz則認為希臘重裝步兵這個思維是從儀式化戰爭中所發展出來，且不是在前八世紀或前七世紀，而是在前480年以後發展的，當時在方陣中開始排除使用非重裝的士兵。
在馬其頓王國在前四世紀稱霸整個希臘後，希臘的城邦逐漸放棄希臘重裝步兵的作戰方式，並改用馬其頓式風格的步兵方陣。

## 古希臘戰爭概觀

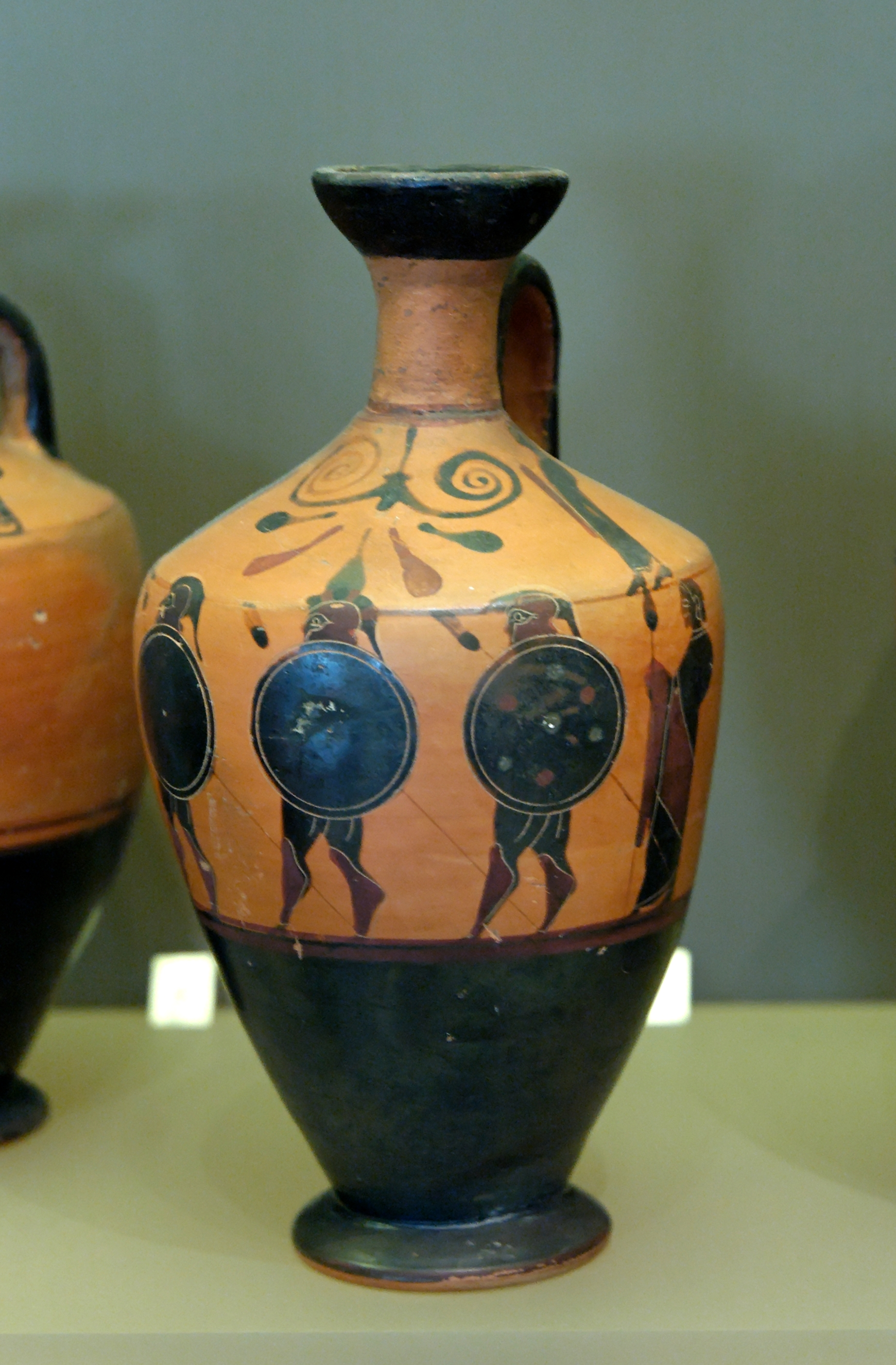
在前510年–前500年間，繪在阿提卡陶瓶上的希臘重裝步兵

古希臘自然上的破碎地形，造就許多互相爭戰的城邦，產生許多大大小小的衝突。然而這也限制戰爭規模的程度，城邦的人口也限制希臘城邦們無法組建龐大軍隊，也無法進行長時間遠征，特別是中下階層所組成的希臘輕裝部隊（psiloi），他們多是農夫、工人、甚至是奴隸。這讓城邦間的戰爭有了時間上的根本限制，畢竟士兵們終究需要回到自己的職業上，尤其是農夫。因此戰爭主要被限定在夏季，且戰爭的戰略目標也是短期可到達的，或許來返一個星期就結束了。
通常雙方都會把戰場選在寬敞、平坦的空間，戰役的時間也相當短。為了配合多數士兵是臨時所徵集的，希臘方陣不用要求士兵有精湛的戰技，他們只要在站成一個方陣，鼓起勇氣跟著大夥奮力前進就行了。假如戰爭防守方無力在戰場上作戰，他們將會撤入自己的城市裡，在這情況下攻擊方通常會滿足於洗劫敵方城市周圍的鄉村，因為在前五世紀前的攻城器具不是很有用，貿然進行攻城是相當困難且費時的。開戰後，雙方會在決定性戰役後簽定和平協定。
在希臘古典時期，重裝步兵是軍隊的主力，也是決定勝負關鍵。而騎兵通常負責保衛步兵方陣的側翼，並掩護撤退或進行追擊。輕裝步兵和投射部隊也參與戰鬥的一部分，但他們的角色地位不是很重要。輕裝步兵僅僅只有在敵方部隊畏懼近身作戰，或者遇到像波希戰爭的波斯軍隊一樣，因部隊多使用弓箭作戰，使兩軍中間留一段距離，這時戰列後方的希臘輕裝部隊會使用投石索、標槍往敵方投射。或著是在追擊時輕裝部隊會派上用場。

### 希臘重裝步兵戰術
當一場戰役進行，雙方步兵方陣起初用穩定速度慢慢接近來保持隊形完整，在快接近的時候會開始衝鋒。希臘重裝步兵作戰時，雙方前列兵（protostates）會用盾牌互相推擠並用長槍攻擊，同時試著保持隊形。在前列兵後面的後列兵（Epistates）會用手中的長槍支援前者攻擊，還以手上的盾牌緩緩往前推擠，不僅是要讓前列士兵往前施壓並破壞對方陣形，還要維持自身陣形完整。假如雙方用長槍攻擊也無法分出勝負，或是長槍折斷了，這時士兵會拔出短劍做更近身攻擊。
當雙方戰鬥進入幾乎盾牌對盾牌，密集隊形又會讓武器幾乎沒有發揮空間時，這時雙方前列士兵依靠後方同袍所提供的推力，組成盾牆往對方擠，企圖迫使對方陣列後退並使陣形破裂，這個階段即「othismos」。到了這個時刻主要是依靠整個方陣的力氣，勝負就看哪方訓練和勇氣夠不夠精實，能否站穩住腳，並維持這個隊形較久。當一方力氣不濟時就讓陣形被推開一個缺口，破裂陣形的一方通常都無法抵擋敵人進攻，而使戰役分出勝負。所以希臘方陣最前列的士兵相當關鍵的，通常他是經驗最豐富，也是最英勇的，同時也是一行的隊長。一旦陣形被突破，方陣會逐漸從戰場上潰散，有時會遭到希臘輕裝部隊、希臘輕盾兵（peltast）或輕騎兵追擊。
一個希臘重裝步兵以左手腕持著圓盾，但一個希臘重裝步兵僅能保護自己的左半部，而右半部就需要同袍保護，這讓團體中產生同袍間的情誼。因此假如一個希臘重裝步兵戰敗要逃跑，他通常會丟棄笨重的阿斯庇斯圓盾（aspis），戰場上丟棄盾牌在當時是一件令人可恥的行為，他的家人和朋友都會取笑他，並稱他為「ripsaspis」，即丟棄盾牌的人。又因為士兵的右半部要靠同袍的盾牌防衛，使整個方陣在戰鬥中會逐漸往右翼偏移。而方陣最右邊的士兵沒有其他人的盾牌保護自己右半部，所以這邊的士兵通常會選有經驗且較精銳的人，同時這也是方陣的弱點，在戰場上雙方都會企圖利用這個弱點來攻擊對方右側翼。通常一場戰役不會持續太久，多在一天或幾小時內就分出勝負。
因為希臘重裝步兵以密集方陣組成，雙方使用兵器的空間不大，造成戰役的傷亡不高。一場戰役的勝利方戰死者通常為全部兵力的5%左右，而失敗方在14%上下。但城邦中較名聲顯赫、強壯的公民和將軍通常都會在方陣前列作戰，故戰爭可能就在單一戰役就決定結果。戰役結束後，勝利方會依著傳統歸還戰敗方的戰死者屍體，並豎立勝利紀念碑。
希臘方陣是戰爭中團體精神擊敗英雄式單打獨鬥的好例子，在古希臘早期盛行荷馬式的個人英雄主義戰鬥，終究被密集方陣所取代。因一個希臘城邦所組成的步兵方陣，團體中有些是親戚、朋友、甚至是鄰居，這種戰袍和人際關係更加強方陣的戰鬥力，也加強團體的凝聚力。

## 歷史

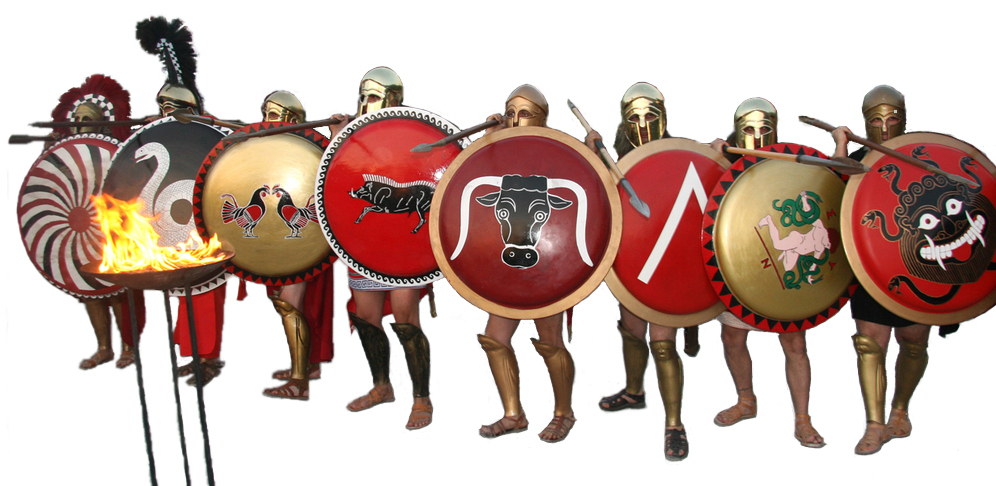
重現前五世紀希臘重裝步兵

希臘重裝步兵的興衰與希臘城邦的興衰有關，因為希臘重裝步兵是為了適應城邦之間的戰爭而誕生的產物。當希臘城邦文明面對龐大的波斯阿契美尼德帝國時，不得不把矛頭齊同轉向波斯。在前499年到前448年的波斯戰爭間，希臘人組成聯盟來與波斯帝国對抗，雖然聯盟成員隨時間而有所不同。如此，希臘人在軍事中擴大了戰爭規模，並且軍隊人數也增加許多。而希臘重裝步兵也在之後與波斯的戰役中証明這種作戰方式遠優於波斯軍隊，如馬拉松戰役、普拉提亚战役等。
隨著雅典和斯巴達的政治地位在希臘諸城邦逐漸崛起，兩者間的對抗在波希戰爭後更趨白熱化。然而，伯羅奔尼撒戰爭時的戰爭規模已經與以前城邦間的戰爭有所不同，這時已經是由雅典和斯巴達這兩個城邦各自組成聯盟互相對抗，在豐沛的人力和廣大財政基礎上，戰爭也進入長期化，戰術上、兵種上也變的較多元。希臘重裝步兵的運用開始自顛峰走下坡，在伯羅奔尼撒戰爭之間有三場大型陸上戰役，但無一具有決定性。戰爭也逐漸依賴艦隊、散兵、雇傭兵、城牆、攻城武器以及詭計，而這些都可能讓戰爭的傷亡數目大為增加。原先波希戰爭中，波斯人所用的標槍兵、遠程投射部隊在伯羅奔尼撒戰爭期間也被希臘人所廣泛使用。結果，笨重的希臘重裝步兵為了對抗這些輕裝部隊，逐漸把盔甲輕量化來增加機動力，最後發展成外貌類似希臘重裝步兵的輕量化步兵－希臘輕裝槍兵（ekdromoi），這種步兵的防具僅有阿斯庇斯盾和頭盔。
在希臘重裝步兵的後期，裝備越趨輕量，長槍也加長，更多複雜戰術被創造出來，其中最突出的是底比斯將軍伊巴密濃達以及後來馬其頓國王腓力二世。前者在底比斯霸權時發展斜行戰術，後者則改良出馬其頓方陣。雖然馬其頓方陣是從希臘重裝步兵改良而來，但在戰術上更為多變，特別是它需採用多兵種協同作戰，而這支馬其頓軍隊在喀羅尼亞戰役擊敗由希臘重裝步兵組成的雅典、底比斯軍，結束了希臘重裝步兵的時代，也結束了希臘城邦稱霸的時代。

## 裝備

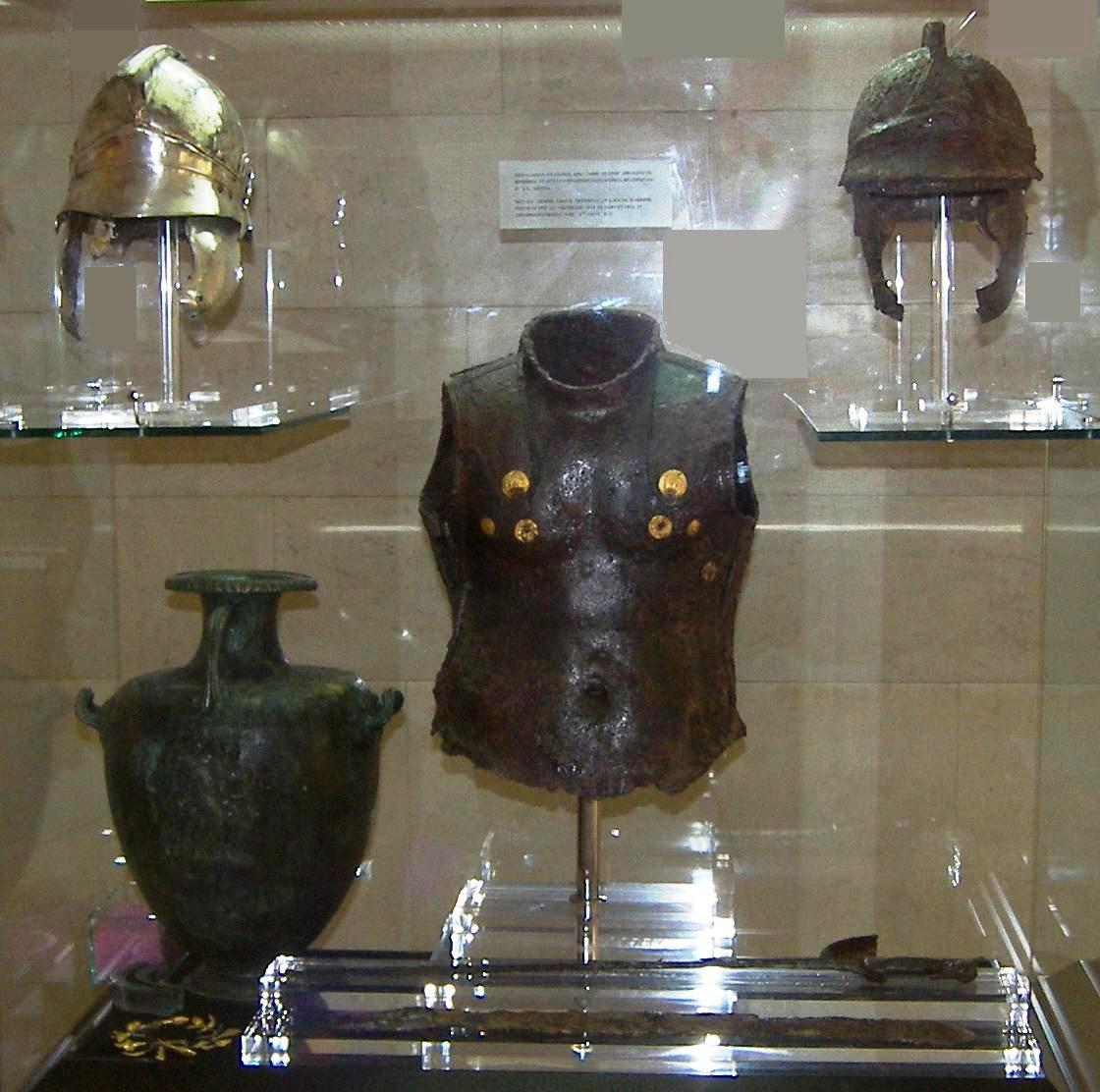
希臘重裝步兵的盔甲展示在克基拉島考古博物館。其中，在展示中央的青銅胸甲上，胸部部位有黃金片嵌入。右上方是個被氧化的頭盔，而在左上方的頭盔是它的修復版.

每一個希臘重裝步兵需自行負擔自己的裝備，也僅有經濟基礎負擔得起的公民才能獲得裝備並以希臘重裝步兵方式作戰，就像是羅馬共和國一樣，由中間階級組成步兵主幹。然而因為每個人經濟水準不同，身上的裝備也有所差異。甚至同一裝備設計上也沒有一個嚴格的統一標準，但在整體上裝備都無疑趨向當時那個時代的設計。希臘重裝步兵會有自己的盔甲特色，且可能會在盾牌上繪有象徵自己家族的圖示，或是可能繪有象徵城邦的圖示，他們通常會把這些盔甲代代傳給子孫，畢竟手工盔甲的費用很高。

### 胸甲
希臘重裝步兵僅會在戰役前夕才著裝，這些裝備有重有輕，例如一件青銅腹甲的總重就高達22～27公斤。而平均上，一個農人如果上了戰場，他只能負擔的起大盾，長槍，可能還有一個頭盔和另一把武器，沒辦法擁有自己的鎧甲。經濟基礎稍好一點的會有亞麻胸甲（linothorax），它是由多層亞麻布黏製而成的堅硬甲衣，厚度為5公分，通常也會另加上鱗狀甲或其它的盔甲片的方法加強強度。亞麻胸甲是希臘重裝步兵最廣泛使用的胸甲，它經濟實際，並有可靠的防護效果。較富有的上層階級所組成的希臘重裝步兵，他們典型會穿一件青銅擬肌胸甲或是青銅鐘型胸甲，戴著有護頻的青銅頭盔，穿著護踁，還有其它防具。

### 頭盔
隨著時代演變，頭盔有各式各樣的設計，有伊利里亞式、島式的錐形頭盔，另外科林斯式頭盔是首套流行標準且是相當成功的設計。後期對科林斯式進行改良產生了輕量化的科林斯式頭盔、卡爾西迪式頭盔（Chalcidian helmet）和後期斯巴達重裝步兵所戴的勃伊奧第式頭盔，這種頭盔堅實且外表較樸素。而色雷斯式頭盔獨立於伊利里亞式、科林斯式發展而來。另外各個城邦間，頭盔上的裝飾也有所不同。

### 盾
希臘重裝步兵手上持有大型圓盾，稱阿斯庇斯（經常也與「hoplon」連帶提起），它直徑為1公尺左右，是由木條組成，外層和盾沿覆上青銅，盾外部中央稍稍凸出。這種盾牌因為型狀相當大，為了手臂可以能夠持用，在盾背中部從上至下有條皮帶讓手臂可以穿過支撐，在盾沿有一個握把，這樣使士兵可以與盾牌緊緊相連，方便行動，另外也方便在方陣中組成盾牆。這種盾牌相當大，使用時可防護下巴到膝蓋之間的部位，因此也相當重，重量可達8～15公斤。

### 武器

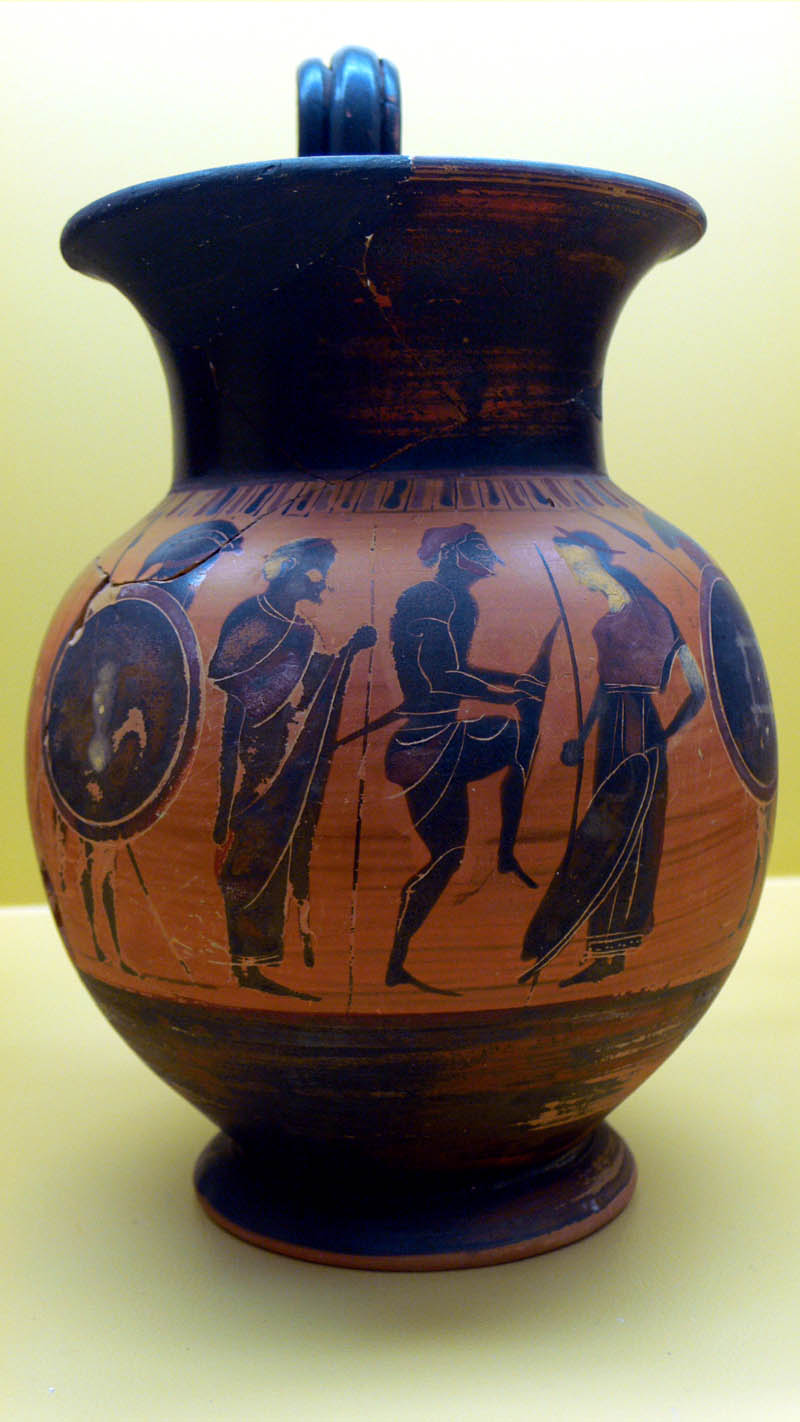
前550-前525年，陶酒瓶（Oenochoe），上畫著希臘重裝步兵在穿鎧甲，收藏於雅典阿戈拉博物館的阿塔羅斯柱廊.

主要武器是一根約2.7公尺的長槍，並稱為多律（Dory）。儘管關於長槍的確實長度有不同看法，但今日通常認為在2.1～2.7公尺間。矛頭通常製作成曲線葉子形狀，槍尾有一釘頭（sauroter）可以讓長槍插入地面立起，也可以在持用時讓槍的重心後移。另外長槍折斷後，槍尾的釘頭還可以當備用武器使用，或是整個方陣遭到敵人從後方突入而面臨崩解時，也可用這釘頭。然而這把多律長槍主要是用來近身作戰用，一般情況下是不會當作標槍用，像是斯巴達戰士就不允許士兵們這麼做。關於希臘重裝步兵是上手持用，還是下手持用長槍是歷史學家爭論的一點。如果上手持用的話，手倒持並平舉過肩如射標槍般，這姿勢會讓力道較弱，但較易瞄準；下手持用法的優缺點則剛好相反。士兵似乎會隨場合而決定用哪一種持用法，當吹攻擊號角時，上手持用可較易突破敵人防線，但力道容易被敵人盔甲所反彈。當防禦時用下手持用可以承受敵人較多的衝擊，且手臂不用高舉過肩的姿勢可以保留體力來作攻擊用。因此，假如不用組成盾牆的話，上手持法可以讓長槍和圓盾有效配合使用，然而當圓盾交錯組起盾牆，士兵和隔壁同袍間緊密站在同一陣列，這時下手持用就較有效。希臘重裝步兵在前方的士兵幾乎都用上手，而在後部的士兵都用下手，並以傾斜舉起，讓敵方投射的弓矢擊中而減弱力道，來保護部隊。
希臘重裝步兵也會攜帶一把短劍，名為西福斯（xiphos），作為次級武器。通常當長槍遺失或折斷了，或是敵人已經殺進方陣中打近身格鬥了，才會拔出該短劍，或是敵人逃跑了，希臘重裝步兵也會丟棄他們笨重的圓盾和長槍並拔短劍追擊。這種西福斯短劍一面有刃，長60公分，然而斯巴達人所用的長度僅30～45公分。也因為相當短，蠻適合兩軍密集陣形的希臘重裝步兵交戰使用，它可以從盾牆的空隙刺入敵人的喉嚨或腹股溝，畢竟在密集方陣中不太適合用長劍揮舞。在伯羅奔尼撒戰爭期間許多希臘重裝步兵放棄用笨重的鎧甲後，像是這種小武器就特別好用。另外，希臘重裝步兵也可以選擇用科庇斯（kopis）這種彎曲短刀，這是相當危險的砍擊武器，斯巴達重裝步兵時常改用這種砍刀來替代雅典風格的西福斯短劍。

## 腳注
1. ↑  根據柏拉圖, Symposium 219e-221b  ，說蘇格拉底曾當過希臘重裝步兵
2. ↑  Diogenes Laertius, Lives of Eminent Philosophers, Book X  ，伊壁鳩魯也當過希臘重裝步兵
3. ↑  Peter Connoly, Greece and Rome at War, p.37
4. ↑  Peter Krenz, Fighting by the Rules - The Invention of the Hoplite Agon
5. ↑  士川定春，《世界武器甲冑圖鑑》，尖端出版社，ISBN 978-957-10-3409-6  P36
6. ↑  O'Connell, Robert L., 《兵器史》（Soul of the Sword） P.45
7. ↑  士川定春，《世界武器甲冑圖鑑》，尖端出版社，ISBN 978-957-10-3409-6  P38
8. ↑  士川定春，《世界武器甲冑圖鑑》，尖端出版社，ISBN 978-957-10-3409-6  P46
9. ↑  士川定春，《世界武器甲冑圖鑑》，尖端出版社，ISBN 978-957-10-3409-6  P40
10. ↑  士川定春，《世界武器甲冑圖鑑》，尖端出版社，ISBN 978-957-10-3409-6  P41
11. ↑  士川定春，《世界武器甲冑圖鑑》，尖端出版社，ISBN 978-957-10-3409-6  P37